# Cồng vảy ốc
Cồng vảy ốc hay cồng cành vuông (danh pháp hai phần: Calophyllum tetrapterum) là một loài thực vật có hoa trước đây xếp trong họ Bứa (Clusiaceae). Hệ thống APG III năm 2009 tách các loài trong chi Calophyllum xếp vào họ mới lập gọi là họ Cồng (Calophyllaceae).
Loài này có ở Brunei, Campuchia, Ấn Độ, Indonesia, Malaysia, Singapore, Thái Lan, và Việt Nam.
Tại Việt Nam, loài này phân bố ở Phú Quốc.

## Đặc điểm
Cây gỗ trung bình, cao từ 15 m đến 20 m, đường kính 30 cm đến 35 cm, mọc trong rừng. Gỗ màu đỏ và bền.